# SG Empor Klein Wanzleben
Die SG Empor Klein Wanzleben ist ein deutscher Fußballverein aus dem Zuckerdorf Klein Wanzleben im Landkreis Börde in Sachsen-Anhalt.
Seine Heimstätte ist der Sportplatz Klein Wanzleben.

## Verein
Empor Klein Wanzleben wurde im Jahr 1920 unter der Bezeichnung Spielvereinigung Klein Wanzleben gegründet. Der Club agierte bis 1945 innerhalb des mitteldeutschen Fußballs stets unterklassig, etwaige Teilnahmen in der Gauliga Mitte sowie an den Endrunden des Verbandes Mitteldeutscher Ballspiel-Vereine fanden nicht statt.
1945 wurde der Verein aufgelöst und als SG Klein Wanzleben neu gegründet. In der Folgezeit vollzog die lose Sportgruppe mit dem Einstieg der Sportvereinigung Empor sowie des ortsansässigen Zuckerwerkes erneute Umbenennungen in ZSG, BSG Ernst Thälmann, Traktor sowie Empor Klein Wanzleben.
Auf sportlicher Ebene war Klein Wanzleben ab 1950 im Spielbetrieb der Landesliga Sachsen-Anhalt vertreten, spielte um den möglichen Aufstieg zur DDR-Liga jedoch keine Rolle. In der Spielzeit 1949/50 nahm Klein Wanzleben auch einmalig am FDGB-Pokal teil, unterlag in der ersten Hauptrunde der SG Deutsche Volkspolizei Schwerin mit 2:5.
1952 gehörte Empor Klein Wanzleben zu den Gründungsmitgliedern der neu geschaffenen drittklassigen Bezirksliga Magdeburg. Die Bezirksliga hielt Empor Klein Wanzleben, mit kurzzeitigen Unterbrechungen, bis 1987. Bestes Ergebnis war die 1979 hinter Lok Halberstadt gewonnene Vizemeisterschaft. Das Magdeburger Pokalfinale erreichte Empor Klein Wanzleben in der Spielzeit 1977/78, welches mit 1:4 n. V. gegen Lok Stendal verloren wurde.
Ende der achtziger Jahre versank der Verein wieder in der Bedeutungslosigkeit des DDR-Fußballs und war im Anschluss ausschließlich im Lokalfußball des Bördekreises aktiv. Derzeitige Spielklasse ist die Kreisklasse.

## Statistik
- Teilnahme FDGB-Pokal: 1949/50
- Teilnahme Bezirksliga Magdeburg: 1952/53 bis 1956, 1960 bis 1961/62, 1974/75 bis 1982/83, 1985/86 bis 1986/87

## Personen
- Helmut Brandtner